# Cristian Andrés García
Cristian Andrés García (n. San Rafael, Mendoza, Argentina; 29 de marzo de 1988) es un futbolista argentino que se desempeña como delantero en Leandro N. Alem de la Primera C de Argentina.

## Trayectoria
García comenzó su carrera como jugador en las divisiones formativas de Atlético San Luis, luego pasó a la escuelita de Monte Comán y el experimentado Jorge Cervera, exjugador de Banfield, lo acercó justamente en 2007 al Banfield. El 3 de junio de 2007, fue por primera vez al banco de suplentes, en una victoria 1-0 frente a Gimnasia y Esgrima de Jujuy. Su debut máximo como titular fue el 17 de junio de 2007 en una derrota 3-0 contra Belgrano. García anotó su primer gol para Banfield en la victoria 2-1 contra Newell's Old Boys el 7 de noviembre de 2008. Durante el Apertura 2009 hizo una importante contribución al anotar dos goles en una victoria por 3-0 ante el actual campeón, Vélez Sarsfield, el 14 de noviembre de 2009. El 13 de diciembre de 2009 se consagró campeón de la Primera División de Argentina, consiguiendo el Apertura 2009.
Cristian García fichó para la temporada 2011/12 por el Real Murcia C. F., equipo de España que milita en Segunda División. Marcó su primer gol ante el R. C. Recreativo de Huelva en el estadio Nuevo Colombino el día 26 de octubre de 2011 y contribuyó a la victoria de su equipo por 0-2.En la campaña 2012/13 tuvo una lesión de pubis frente al Villarreal C.F. que lo dejó apartado del equipo que no le permitió jugar mucho más. Algunos aficionados le acusaron de que en las dos últimas jornadas se borró de forma descarada cuando el Real Murcia se jugaba la permanencia en 2ª División, la cual se consiguió finalmente por una carambola. Cristian García alegó que dejó de entrenar y se borró porque "el míster, no contaba con él", y que "él se entrenaba dejándolo todo". En esta campaña 2012/13 pone fin a su etapa en el Real Murcia y ficha con Godoy Cruz de Mendoza para disputar el torneo Inicial 2013 en el fútbol argentino.En la temporada 2014-2015, firma con el CD Tenerife por 1 año.
El 13 de octubre de 2014 realiza unas declaraciones respecto a la labor técnica del entrenador Álvaro Cervera. “Queremos reaccionar, pero la alineación sufre cambios permanentemente en las líneas, tanto de local como de visitante y así es difícil, muy difícil”.
Días después, el entrenador decidió dejarlo fuera de la convocatoria para el partido frente al Osasuna, dejando entrever en rueda de prensa que no contará más con él.
Durante su estancia en el Real Murcia, contrajo matrimonio con su esposa Carolina el 10 de mayo de 2012 en la iglesia de Ulea (Murcia).
EL 12 de noviembre de 2014 Ruso García se desvinculó del Club Deportivo Tenerife, al parecer por desavenencias con el entrenador tras unas declaraciones.En 2015 se incorporó al Club Atlético Colón de Santa Fe.

## Clubes
| Club                           | País      | Temporada     | Categoría        |
| ------------------------------ | --------- | ------------- | ---------------- |
| Club Atlético Banfield         | Argentina | 2006-2011     | Primera División |
| Real Murcia                    | España    | 2011-2013     | Segunda División |
| Godoy Cruz de Mendoza          | Argentina | 2013-2014     | Primera División |
| CD Tenerife                    | España    | 2014-2015     | Segunda División |
| Club Atlético Colón            | Argentina | 2015          | Primera División |
| CS Concordia Chiajna           | Rumania   | 2016          | Liga I           |
| Quilmes                        | Argentina | 2016          | Primera División |
| Gimnasia y Esgrima de Jujuy    | Argentina | 2017          | Segunda División |
| Club Social y Deportivo Madryn | Argentina | 2017 - 2018   | Tercera División |
| Juventud Antoniana             | Argentina | 2018          | Tercera División |
| Club Sportivo Italiano         | Argentina | 2019          | Tercera División |
| Manta FC                       | Ecuador   | 2019 - 2022   | Segunda División |
| Berazategui                    | Argentina | 2023          | Cuarta División  |
| Leandro N. Alem                | Argentina | 2024-presente | Cuarta División  |

### Clubes
| Banfield Argentina | 1.ª                 | 2006-07             | 3   | 0  | - | - | - | - | 3   | 0  | 0    |
| Banfield Argentina | 1.ª                 | 2007-08             | 4   | 0  | - | - | - | - | 4   | 0  | 0    |
| Banfield Argentina | 1.ª                 | 2008-09             | 14  | 1  | - | - | - | - | 14  | 1  | 0.07 |
| Banfield Argentina | 1.ª                 | 2009-10             | 16  | 4  | - | - | 4 | 0 | 20  | 4  | 0.2  |
| Banfield Argentina | 1.ª                 | 2010-11             | 18  | 5  | - | - | 2 | 1 | 20  | 6  | 0.3  |
| Banfield Argentina | Total club          | Total club          | 55  | 10 | - | - | 6 | 1 | 61  | 11 | 0.18 |
| Real Murcia · España | 2.ª                 | 2011-12             | 31  | 7  | 0 | 0 | - | - | 31  | 7  | 0.23 |
| Real Murcia · España | 2.ª                 | 2012-13             | 32  | 8  | 1 | 0 | - | - | 33  | 8  | 0.24 |
| Real Murcia · España | Total club          | Total club          | 63  | 15 | 1 | 0 | - | - | 64  | 15 | 0.23 |
| Godoy Cruz Argentina | 1.ª                 | 2013-14             | 11  | 0  | 1 | 0 | - | - | 12  | 0  | 0    |
| Godoy Cruz Argentina | Total club          | Total club          | 11  | 0  | 1 | 0 | - | - | 12  | 0  | 0    |
| Tenerife · España | 2.ª                 | 2014-15             | 4   | 0  | 1 | 0 | - | - | 5   | 0  | 0    |
| Tenerife · España | Total club          | Total club          | 4   | 0  | 1 | 0 | - | - | 5   | 0  | 0    |
| Colón Argentina | 1.ª                 | 2015                | 15  | 1  | 1 | 0 | - | - | 16  | 1  | 0.06 |
| Colón Argentina | Total club          | Total club          | 15  | 1  | 1 | 0 | - | - | 16  | 1  | 0.06 |
| Concordia Chiajna · Rumania | 1.ª                 | 2015-16             | 11  | 0  | 0 | 0 | - | - | 11  | 0  | 0    |
| Concordia Chiajna · Rumania | Total club          | Total club          | 11  | 0  | 0 | 0 | - | - | 11  | 0  | 0    |
| Quilmes Argentina | 1.ª                 | 2016-17             | 4   | 1  | 1 | 1 | - | - | 5   | 2  | 0.4  |
| Quilmes Argentina | Total club          | Total club          | 4   | 1  | 1 | 1 | - | - | 5   | 2  | 0.4  |
| Gimnasia y Esgrima (J) Argentina | 2.ª                 | 2016-17             | 8   | 0  | - | - | - | - | 8   | 0  | 0    |
| Gimnasia y Esgrima (J) Argentina | Total club          | Total club          | 8   | 0  | - | - | - | - | 8   | 0  | 0    |
| Deportivo Madryn Argentina | 3.ª                 | 2017-18             | 9   | 0  | - | - | - | - | 9   | 0  | 0    |
| Deportivo Madryn Argentina | Total club          | Total club          | 9   | 0  | - | - | - | - | 9   | 0  | 0    |
| Juventud Antoniana Argentina | 3.ª                 | 2018-19             | 4   | 1  | 1 | 0 | - | - | 5   | 1  | 0.2  |
| Juventud Antoniana Argentina | Total club          | Total club          | 4   | 1  | 1 | 0 | - | - | 5   | 1  | 0.2  |
| Manta · Ecuador | 2.ª                 | 2019                | 14  | 6  | - | - | - | - | 14  | 6  | 0.43 |
| Manta · Ecuador | 2.ª                 | 2020                | 17  | 8  | - | - | - | - | 17  | 8  | 0.47 |
| Manta · Ecuador | 2.ª                 | 2022                | 16  | 0  | - | - | - | - | 16  | 0  | 0    |
| Manta · Ecuador | Total club          | Total club          | 47  | 14 | - | - | - | - | 47  | 14 | 0.3  |
| Atlanta Argentina | 2.ª                 | 2021                | 12  | 1  | 0 | 0 | - | - | 12  | 1  | 0.08 |
| Atlanta Argentina | Total club          | Total club          | 12  | 1  | 0 | 0 | - | - | 12  | 1  | 0.08 |
| Berazategui Argentina | 4.ª                 | 2023                | 27  | 7  | - | - | - | - | 27  | 7  | 0.26 |
| Berazategui Argentina | Total club          | Total club          | 27  | 7  | - | - | - | - | 27  | 7  | 0.26 |
| Leandro N. Alem Argentina | 4.ª                 | 2024                | 19  | 3  | - | - | - | - | 19  | 3  | 0.16 |
| Leandro N. Alem Argentina | Total club          | Total club          | 19  | 3  | - | - | - | - | 19  | 3  | 0.16 |
| Total en su carrera | Total en su carrera | Total en su carrera | 289 | 53 | 6 | 1 | 6 | 1 | 301 | 55 | 0.18 |
| (1) Las copas nacionales se refiere a la Copa Argentina. (2) Las copas internacionales se refiere a la Copa Libertadores y a la Copa Sudamericana. (3) Media de goles por encuentro. No incluye goles en partidos amistosos. |                     |                     |     |    |   |   |   |   |     |    |      |